# Marquesado de Claramunt
El Marquesado de Claramunt es un título nobiliario concedido a José Escudé Claramunt (Peñíscola, 1843 - Varese, 1909) por Carlos María de los Dolores de Borbón y Austria Este, pretendiente carlista al trono de España en aquella época. Al ser un título carlista, carece de validez legal en España.
José Escudé Claramunt entabló estrecha relación con éste, y le acompañó en su exilio tras la derrota de los ejércitos carlistas y la restauración de la línea monárquica borbónica en la figura de Alfonso XII. Contrajo nupcias en Trieste en 1904 con Elvira Pérez Espinosa, a la cual legó el título a su muerte en Varese en 1909.
- Datos: Q6000194